# Liste der französischen Botschafter in Afghanistan
Die Liste der französischen Botschafter in Afghanistan listet alle Diplomaten der Republik Frankreich in der Zeit von 1923 bis 2011. Das Botschaftsgebäude befindet sich in Kabul. Ab 1975 und in der Zeit des Sowjetisch-afghanischen Kriegs besaß der ernannte Diplomat lediglich Geschäftsträgerstatus.

## Liste
| Posten angetreten (Ernennung bzw. Akkreditierung) | Name                        | Bemerkungen     | ernannt von              | akkreditiert während der Regierung von | Posten verlassen                              |
| ------------------------------------------------- | --------------------------- | --------------- | ------------------------ | -------------------------------------- | --------------------------------------------- |
| 1923                                              | Maurice Fouchet             |                 | Alexandre Millerand      | Amanullah Khan                         | 1926                                          |
| 1926                                              | Marcel Feit                 |                 | Gaston Doumergue         | Amanullah Khan                         | 1931                                          |
| 1931                                              | Albert Bodard               |                 | Paul Doumer              | Mohammed Nadir Schah                   | 1934                                          |
| 1934                                              | René Dollot                 |                 | Albert Lebrun            | Mohammed Sahir Schah                   | 1936                                          |
| 1936                                              | Georges Dufaure de la Prade |                 | Albert Lebrun            | Mohammed Sahir Schah                   | 1937                                          |
| 1937                                              | Jean-Baptiste Barbier       |                 | Albert Lebrun            | Mohammed Sahir Schah                   | 1940                                          |
| 1945                                              | Jean Serres                 | [ 2 ]           | Charles de Gaulle        | Mohammed Sahir Schah                   | 1945                                          |
| 1945                                              | Armand Henriot              |                 | Charles de Gaulle        | Mohammed Sahir Schah                   | 1947                                          |
| 1947                                              | Henri-Paul Roux             |                 | Vincent Auriol           | Mohammed Sahir Schah                   | 1950                                          |
| 1950                                              | Marcel Berthelot            |                 | Vincent Auriol           | Mohammed Sahir Schah                   | 1952                                          |
| 1952                                              | Michel Bréal                |                 | Vincent Auriol           | Mohammed Sahir Schah                   | 1954                                          |
| 1954                                              | François Brière             |                 | René Coty                | Mohammed Sahir Schah                   | 1957                                          |
| 1957                                              | Christian Belle             |                 | René Coty                | Mohammed Sahir Schah                   | 1959                                          |
| 1959                                              | Arnaud d’Andurain de Maytie |                 | Charles de Gaulle        | Mohammed Sahir Schah                   | 1963                                          |
| 1963                                              | Georges Cattan              |                 | Charles de Gaulle        | Mohammed Sahir Schah                   | 1967                                          |
| 1967                                              | André Nègre                 |                 | Charles de Gaulle        | Mohammed Sahir Schah                   | 1971                                          |
| 1971                                              | Eugène Wernert              |                 | Georges Pompidou         | Mohammed Sahir Schah                   | 1975                                          |
| 1975                                              | Georges Perruche            |                 | Valéry Giscard d’Estaing | Mohammed Sahir Schah                   | 1980 (Abbruch der diplomatischen Beziehungen) |
| 1980                                              | M. Berthod                  | Geschäftsträger | Valéry Giscard d’Estaing | Babrak Karmal                          | 1981                                          |
| 1981                                              | Roland Barraux              | Geschäftsträger | François Mitterrand      | Babrak Karmal                          | 1985                                          |
| 1985                                              | Georges Lambert             | Geschäftsträger | François Mitterrand      | Babrak Karmal                          | 1988                                          |
| 1990                                              | Thierry Bernadac            | Geschäftsträger | François Mitterrand      | Mohammed Nadschibullah                 | 1993                                          |
| 1993                                              | Didier Leroy                | Geschäftsträger | François Mitterrand      | Burhanuddin Rabbani                    | 1998                                          |
| 1998                                              | Jean-Yves Berthault         | Geschäftsträger | Jacques Chirac           | Burhanuddin Rabbani                    | 2001                                          |
| 2001                                              | Jean-Marin Schuh            | Geschäftsträger | Jacques Chirac           | Burhanuddin Rabbani                    | 2002                                          |
| 2002                                              | Jean-Pierre Guinhut         |                 | Jacques Chirac           | Hamid Karzai                           | 2005                                          |
| 2005                                              | Régis Kœtschet              |                 | Jacques Chirac           | Hamid Karzai                           | 2008                                          |
| 2008                                              | Jean de Ponton d’Amécourt   |                 | Nicolas Sarkozy          | Hamid Karzai                           | 2011                                          |
| 2011                                              | Bernard Bajolet             |                 | Nicolas Sarkozy          | Hamid Karzai                           | 2013                                          |
| 2013                                              | Jean-Michel Marlaud         |                 | François Hollande        | Hamid Karzai                           | 2016                                          |
| 2016                                              | François Richier            |                 | François Hollande        | Aschraf Ghani                          | 2018                                          |
| 2018                                              | David Martinon              |                 | Emmanuel Macron          | Aschraf Ghani                          | 2023                                          |